# Cicely Saunders
Cicely Saunders (Barnet, 22 juni 1918 - Londen, 14 juli 2005) was een Engels arts, sociaalwerker en verpleegster. Samen met Elisabeth Kübler-Ross wordt ze gerekend tot de oprichters van de moderne hospicebeweging en de palliatieve zorg.

## Levensloop
Saunders volgde een opleiding tot verpleegkundige en studeerde later door tot arts aan de Universiteit van Oxford. In de jaren vijftig werkte ze zeven jaar lang als arts in het hospice van de Zusters van Barmhartigheid.
Enkele jaren eerder, in 1948, erfde ze van een Pools vluchteling die was overleden aan kanker £ 500,= om een hospice te openen. Deze daad werd de kiem die bijna twintig jaar later tot bloei kwam. Elf jaar werkte ze aan dit idee door een omvangrijke blauwdruk te tekenen en te zoeken naar financiering. Als gids hield ze zich vast aan een regel uit psalm 37: "Houd in uw weg het oog op god gericht, vertrouw op hem, en de uitkomst zal niet falen." Uiteindelijk opende ze in 1967 de deuren van de St. Christopher's Hospice in het Londense Sydenham, wat daarmee het eerste hopice ter wereld was dat puur voor dat doel was gebouwd.
Saunders verspreidde haar overtuiging dat het mogelijk is de laatste dagen van een mensenleven aangenaam vorm te geven, waardoor de ontwikkeling van de palliatieve zorg en de hospicen voor een wezenlijk deel aan haar inzet te danken is. Als christen wees ze euthanasie sterk af. Sterven was voor haar de kans, vrienden en familie nog een keer te bedanken.
Ze was verder medeoprichter van de liefdadigheidsorganisatie Cicely Saunders International. Het doel van de organisatie was het doen van onderzoek naar het verbeteren van de zorg en behandeling van alle patiënten met een progressieve ziekte, en het beschikbaar stellen van palliatieve zorg aan iedereen die daar behoefte aan heeft, of het nu in een hospice, in een ziekenhuis of thuis is.
Begin 21e eeuw zijn er in het Verenigd Koninkrijk meer dan 200 hospices en wereldwijd meer dan 8.000. In 2005 overleed Saunders op 87-jarige leeftijd aan kanker in een hospice dat ze zelf had geopend.

## Erkenning
Saunders werd vele malen onderscheiden. Onder meer in 1981 met de Templetonprijs en in 1989 met de Conrad N. Hilton Humanitarian Prize, twee onderscheidingen met een prijzengeld van bijna een miljoen euro, maar ook bijvoorbeeld de Four Freedoms Award voor godsdienstvrijheid in 2000. Daarnaast werd ze meermaals onderscheiden met een eredoctoraat.
In 1980 werd ze door koningin Elisabeth in de adelstand verheven met haar benoeming tot Dame Commander in de Orde van het Britse Rijk. In 1989 nam koningin Elisabeth haar op in de Order of Merit.